# 36226 Mackerras
36226 Mackerras este un asteroid din centura principală de asteroizi.

## Descriere
36226 Mackerras este un asteroid din centura principală de asteroizi. A fost descoperit pe 31 octombrie 1999 la Observatorul din Ondřejov de Lenka Šarounová. Asteroidul prezintă o orbită caracterizată de o semiaxă mare de 3,15 ua, o excentricitate de 0,09 și o înclinație de 5,8° în raport cu ecliptica.